# Henderson (Nebraska)
Pour les articles homonymes, voir Henderson.
La ville américaine de Henderson est située dans le comté de York, dans l’État du Nebraska. Lors du recensement de 2010, sa population s’élevait à 991 habitants.

## Source
- (en) Cet article est partiellement ou en totalité issu de l’article de Wikipédia en anglais intitulé « Henderson, Nebraska » (voir la liste des auteurs).